# حبيل الشرجبر (طور الباحة)

تعديل مصدري - تعديل

حبيل الشرجبر هي إحدى قرى عزلة طور الباحة بمديرية طور الباحة التابعة لمحافظة لحج، بلغ تعداد سكانها 221 نسمة حسب تعداد اليمن لعام 2004.